# 安德魯·泰勒·斯提耳
安德魯·泰勒·斯提耳（英語：Andrew Taylor Still，1828年8月6日—1917年12月12日），生於美國維吉尼亞州李縣，為一名外科醫生，被認為是整骨療法之父。他建立了世界第一間整骨療法的學校，A.T.斯提耳大學（A.T. Still University）。